# Playa de Oro virus
Playa de Oro Virus (OROV) é uma provável espécie de orthohantavirus encontrada em roedores Oryzomys couesi [en] e Sigmodon mascotensis no estado mexicano de Colima. O primeiro é considerado o principal hospedeiro. As sequências de partes do genoma baseado em RNA do vírus foram determinadas, apresentando diferenças de 7 a 10% na composição de aminoácidos e de 22 a 24% na composição de nucleotídeos em comparação com vírus estreitamente relacionados.
O Playa de Oro foi identificado como uma nova espécie em 2008 e é mais próximo dos vírus Bayou [en], Catacamas [en], Muleshoe e Canal Black Creek [en], encontrados em outras espécies de Oryzomys e Sigmodon. O vírus Catacamas está presente em uma população distinta de O. couesi, e a ocorrência de diferentes vírus nessas duas espécies tem sido usada como argumento para classificar as duas populações do hospedeiro como espécies distintas.

## História e ocorrência
O vírus Playa de Oro foi inicialmente identificado em roedores coletados em 2004, durante uma pesquisa de mamíferos silvestres em Playa de Oro, Manzanillo, Colima, no oeste do México. A descoberta foi publicada em 2008 por Yong-Kyu Chu e colaboradores. Entre 600 pequenos mamíferos, anticorpos contra o hantavírus Sin Nombre foram encontrados em 23 indivíduos (de 358 analisados) de O. couesi, um rato-arrozeiro que foi a espécie mais comum encontrada, seis (de 87) de Sigmodon mascotensis e um (de 77) do camundongo-pigmeu Baiomys musculus. Além disso, doze Oryzomys couesi e um S. mascotensis apresentaram RNA de hantavírus. O vírus foi detectado com maior frequência em machos do que em fêmeas. Devido às sequências de aminoácidos nas partes sequenciadas do genoma do vírus diferirem de 7 a 10% em relação a hantavírus estreitamente relacionados, Chu e colaboradores classificaram o vírus encontrado em Playa de Oro como uma nova espécie, chamada vírus Playa de Oro ou OROV. Embora os autores não tenham comprovado que o vírus atendia a todos os critérios para ser considerado uma nova espécie, argumentaram que provavelmente ele os satisfazia. Atualmente, é tratado como uma provável espécie no gênero Hantavirus.

## Virologia
Os hantavírus possuem um genoma composto por três segmentos de RNA de fita simples e sentido negativo (ver Vírus de RNA: Replicação), denominados segmentos grande (L), médio (M) e pequeno (S). O segmento S completo e um fragmento do segmento M foram sequenciados.
O segmento S possui 1953 bases, das quais 1287 (a partir da posição 43) codificam a proteína do nucleocapsídeo. Além disso, uma segunda fase de leitura aberta de 192 bases ocorre no meio dessa sequência (a partir da posição 122), como em outros hantavírus. Entre três espécimes de Oryzomys couesi, a sequência nesse segmento diferiu em apenas 1%, e todas as alterações foram mutações silenciosas. Os aminoácidos do segmento S diferem de 7 a 10% dos dos hantavírus relacionados vírus Bayou [en] (BAYV; do Oryzomys palustris), vírus Catacamas [en] (CATV; de uma população de Oryzomys couesi em Honduras), e vírus Canal Black Creek [en] (BCCV; Sigmodon hispidus [en])). A sequência de nucleotídeos difere em 24% desses vírus.
Entre fragmentos de 1537 bases da sequência do segmento M, foram observados vários sítios variáveis, incluindo algumas mutações não silenciosas. A sequência difere de 8 a 10% em aminoácidos e 22% em nucleotídeos em relação a BAYV, CATV e BCCV.

### Epidemiologia e efeitos
Como o OROV ocorre frequentemente em O. couesi, Chu e colaboradores sugeriram que ele é o hospedeiro primário do vírus e que infecções em Sigmodon mascotensis resultam de um spillover entre essas duas espécies de roedores, que coexistem em proximidade. A síndrome pulmonar por hantavírus, doença causada por hantavírus como o Sin Nombre, nunca foi relatada no México, mas anticorpos contra hantavírus foram encontrados em amostras de sangue humano em Yucatán, e vários roedores silvestres são conhecidos como reservatórios de espécies de hantavírus. Assim, há um risco potencial de infecção por OROV em humanos. Antes da descoberta do OROV, uma espécie de hantavírus havia sido identificada no México — o vírus El Moro Canyon [en] — em um pequeno roedor Reithrodontomys megalotis [en].

### Relações
De acordo com análises filogenéticas baseadas nas sequências dos segmentos S e M, o OROV é mais próximo do clado formado por BAYV, CATV, BCCV e Muleshoe virus (MUL; do rato-algodoeiro-híspido). Em 2009, Piet Maes e colaboradores propuseram que os vírus estreitamente relacionados BAYV, BCCV e MUL fossem unidos em uma única espécie. Chu e colaboradores ficaram surpresos ao descobrir que a mesma espécie, Oryzomys couesi, abrigava diferentes vírus (OROV e CATV), embora tenham observado que as subespécies infectadas pelos dois vírus eram diferentes. Em 2010, Delton Hanson e colaboradores sugeriram, com base em várias linhas de evidência, incluindo a presença de diferentes hantavírus, que as populações do oeste do México de O. couesi representam uma espécie distinta, Oryzomys mexicanus.